# 原口あきまさの今がぱちドキッ!
原口あきまさの今がぱちドキッ!（はらぐちあきまさのいまがぱちドキッ）は、TOKYO MX他で放送されていたパチンコ・パチスロ番組。2010年7月7日放送開始、2015年9月30日放送終了（全てTOKYO MX基準）。やすだグループとニューギンの提供。

## 概要
番組ホストの原口あきまさが、番組スポンサーでもある「やすだ」系列のパチンコ店において、ゲスト芸能人とパチンコで対決を行う番組。
番組開始当初は「原口が対決に勝利した場合は、対戦に使用された機種が放送翌日（TOKYO MXでの初回放送が基準）に「やすだ」系列全店舗でお勧め機種となるイベントが開催されるが、ゲストが勝利した場合は対戦に使用された店舗のみでイベントが開催される」というルールだった。しかし、警察の指導で2011年7月頃からパチンコ店でのイベントに関する規制が強化されたことに伴い番組連動イベントが開催できなくなったため、以後は「原口が勝利した場合は視聴者に番組特製QUOカードをプレゼント」「ゲストが勝利した場合は同じく番組特製Tシャツをプレゼント」とルールが改められた。
また不定期に、パチンコ・パチスロメーカーの担当者が自社の新台を紹介する「新台さんいらっしゃい」（ロゴは『新婚さんいらっしゃい!』に似たもの）などの別コーナーが放送されることもあった。
本編中に1分間の「やすだ」からのお知らせがあるくらいで途中CMを挟まず、提供クレジットを除けば23時00分00秒～23時29分00秒間まできっちりと放送された。
東北地方太平洋沖地震（東日本大震災）の影響から、2011年3月16日以降放送を一時自粛していたが、同年3月30日より放送を再開した。
2011年7月13日放送分（TOKYO MX基準）で放送開始から満1周年を迎えたが、この日の放送から原口に加え、アシスタント（通称「ドキッ娘」）1名がパチンコ対決に参加できるようになった（ただし毎回参加するわけではない）。ちなみにこのときのゲストは第1回目と同じ山田まりやであった。

## 出演者
- ホスト：原口あきまさ
- 実況：井田将勝
- 解説：大崎一万発、ヒロシ・ヤング（※原則2週おきに出演。ごく稀に共演する。）
- ドキッ娘：緒方有里沙（ドキッ娘総監督）、内野未来、上林英代、唐沢りん、ありさ、高木美咲。（※6名の中から2～3名が出演。）

## 放送局
- TOKYO MX（制作局）：毎週水曜23:00 - 23:30
- 群馬テレビ：毎週木曜23:30 - 24:00（2013年4月 - ）
- ジャンバリ.TV（インターネットテレビ）：初回放送の2日後より公開

## 関連番組
「原口あきまさの今がぱちドキッ!」と同様に、やすだ各店で収録を行う番組が他にもある。なお、ドキッ娘はこれらの番組にも出演している。
大逆転 実況ぱちドキッ!
2012年10月3日 - 2014年8月26日、テレビ埼玉・火曜日 23:30 - 24:00で放送。ジャンバリ.TVでも配信を行う。
出演：神奈月・相川友希
実況：井田将勝
みんなでぱちドキッ!
2014年9月2日 - 2015年3月、テレビ埼玉・火曜日 23:30 - 24:00で放送（上記「大逆転〜」の後番組）。
出演：島田秀平（MC）・手島優・バイきんぐ・矢吹春奈・浜田ブリトニー・ヒラヤマン（MC以外は週替りで出演）
実況・解説：井田将勝
外国人スロッター トムの今がすろドキッ!
2011年4月- 2018年2月、ジャンバリ.TVで配信。
こちらではパチスロを扱う（「ぱちドキッ!」本編ではパチスロを扱わないため）。全347回。
出演：トム

### 舞・諸ゲン・黒バラの今がすろドキッ！
2015年9月- 2018年3月、ジャンバリ.TVで配信。他のぱちドキッ!と異なり各月のダイジェスト版の放送がある。全132回。
出演：工藤舞・諸積ゲンズブール・リアルスロッター軍団黒バラ

### 万発・ヤングの今がぱちドキッ!
2017年5月 - 2018年4月 、ジャンバリ.TVで配信。事実上当番組から原口を除いた形で（井田曰く「規模が若干縮小した」）、大崎一万発、ヒロシ・ヤングの2名が「刺客（ゲスト）を迎えて番組を進行する。基本的には、MCの大崎一万発もしくはヒロシ・ヤングどちらかの出演だが、特別に両MCが出演する回もある。全49回。
出演：大崎一万発（MC）、ヒロシ・ヤング（MC）、井田将勝